# Sielsowiet prigorodnieński (rejon rylski)
Sielsowiet prigorodnieński (ros. Пригородненский сельсовет) – jednostka administracyjna wchodząca w skład rejonu rylskiego w оbwodzie kurskim w Rosji.
Centrum administracyjnym sielsowietu jest sieło Prigorodniaja Słobodka.

## Geografia
Powierzchnia sielsowietu wynosi 50,85 km².

## Historia
Status i granice sielsowietu zostały określone ustawami z 2004 i z 2010 roku.

## Demografia
W 2017 roku sielsowiet zamieszkiwało 952 mieszkańców.

## Miejscowości
W skład sielsowietu wchodzą miejscowości: Prigorodniaja Słobodka, Wołynka, Zwiagin, Sadki, Troszyno, Fonow.